# Goliath the Super Fighter
Go-wapper 5 Go-dam (яп. ゴワッパー5ゴーダム Говаппа 5 Годаму, Говаппер 5 Годам) — японский аниме-сериал, выпущенный студией Tatsunoko Productions. Транслировался по телеканалу TV Asahi с 4 апреля по 29 декабря 1976 года. Был дублирован на итальянском языке и транслировался на территории Италии.

## Сюжет
Пятеро подростков из города Эдо изучают каменистый остров, где случайно находят гигантского меха-робота, созданного профессором Хоараем, чтобы остановить надвигающуюся атаку подземных монстров, которые могут уничтожить Землю. Из-за этого прогноза профессор Хоарай был высмеян научным сообществом. Главные герои решают помочь профессору (который уже умер, но перенёс своё сознание в компьютер) и начинают пилотировать боевого робота Годама под предводительством девушки Ёко Мисаки, чтобы предотвратить вторжение подземных обитателей.

## Роли озвучивали
- Ёсито Ясухара — Эра Цунами
- Канэта Кимоцуки — Дайкити Камэяма
- Сатико Тидзимацу — Норисукэ
- Киёси Комияма — Годаэмон Койсикава
- Такэси Ватабэ — Император Дзигокуда
- Микио Тэрасима — Генерал Магда
- Кадзуюки Согабэ — Доктор Сима
- Мицуо Сэнда — Отец Дайкити
- Нацуко Фудзи — Мать Дайкити
- Ацуко Минэ — Мики
- Сабуро Камэй — Арафунэ
- Иэмаса Каюми — Годам